# 夢色キャスト
『夢色キャスト』（ゆめいろキャスト）は、セガゲームスおよびマイネットにより開発・運営されていたスマートフォン向けゲームアプリ。略称は「夢キャス」。サービス期間は2015年9月29日 - 2019年1月15日。
2024年9月29日にアーカイブアプリ『夢色キャスト TAKE A CURTAIN CALL』が配信された。

## 概要
「セガゲームス×ランティスが贈る恋するミュージカル リズムゲーム」というキャッチコピーのスマートフォン向け音楽ゲーム。セガゲームス初の乙女ゲームとなる。ゲーム内楽曲の作詞はすべて畑亜貴が担当。メインストーリーおよび恋愛ストーリーはフルボイスである。

## 登場人物
声は声優、演は舞台版における俳優。

### 夢色カンパニー
響也の父である朝日奈真が設立したミュージカル劇団。男性の俳優だけで構成されている。
朝日奈 響也（あさひな きょうや）
声 - 逢坂良太 / 演 - 西川俊介
夢色カンパニーの主宰であり、まどかをカンパニーに招いた人物。2年前に両親を亡くし、カンパニーの主宰を受け継いだ。イメージフラワーはバラ。
藤村 伊織（ふじむら いおり）
声 - 花江夏樹 / 演 - 鈴木身来
梨園の御曹司であるが、歌舞伎と実家に嫌気が差し夢色カンパニーに入団。イメージフラワーはリンドウ。
橘 蒼星（たちばな そうせい）
声 - 豊永利行 / 演 - 鶴田亮介
知的で温和な性格であり、夢色カンパニーのまとめ役。響也の幼なじみで親友。イメージフラワーはブルースター。
桜木 陽向（さくらぎ ひなた）
声 - 上村祐翔/ 演 - 高岡裕貴
幼い頃から芸能事務所に所属し、TVドラマやCMに出演していた元天才子役。カンパニーでは衣装デザインを担当している。イメージフラワーはヒマワリ。
新堂 カイト（しんどう カイト）
声 - 林勇 / 演 - 増子敦貴（α-X's）
元大人気ロックバンドのボーカル。響也の父と因縁があり、突然バンドを解散してカンパニーに入団した。イメージフラワーはグロリオサ。
雨宮 仁（あまみや じん）
声 - 小野友樹 / 演 - 丸山龍星
ニューヨークのブロードウェイで活躍していたダンサー。夢色カンパニーの主要メンバーの中では最年長であり、響也と蒼星の兄貴分である。イメージフラワーはダリア。
城ヶ崎 昴（じょうがさき すばる）
声 - 畠中祐 / 演 - 遥城（α-X's）
元々プロのサッカー選手を目指していたが、ケガにより挫折。夢色カンパニーの公演で伊織の存在を知ったことをきっかけに、夢色カンパニーに入団。イメージフラワーはスズラン。
彩瀬まどか（あやせ まどか）
演 - 君島光輝
本作の主人公であり、プレイヤー。名前変更可能。
大学卒業後に小さなミュージカル劇団に所属していたが劇団は解散。その後出会った響也に誘われ、夢色カンパニーの脚本家となった。

### ジェネシス
メインドラマ第3部から登場する夢色カンパニーのライバル劇団。夢色カンパニーと同じく劇団員は男性の俳優のみ。
黒木 崚介（くろき りょうすけ）
声 - 古川慎
ジェネシスの看板俳優。演技、歌、ダンス、殺陣、すべてで高い才能を誇る天才。イメージフラワーはアネモネ。
劇団「ジェネシス」を立ち上げる灰羽に誘われ、日本に帰国するまでブロードウェイで「仮面のダンサー」として素顔を隠して活動していた。
灰羽 拓真（はいば たくま）
声 - 斉藤壮馬
ジェネシスの設立者であり主宰。ジェネシスのメインキャストで最年長であり、仁より年上。イメージフラワーはスミレ。
公演についての記者発表で報道陣や夢色カンパニーの面々には「敵意などはなく、ただお互いを高めるために立ち上げた」としているが、実際には夢色カンパニーに対して強い敵意を抱いていた。
藍沢 湧太郎（あいざわ ゆうたろう）
声 - 鈴村健一
元スーツアクターであり高い身体能力を持つ。灰羽にスカウトされジェネシスに入団。ライバル劇団の昴にもアドバイスを送るような好青年である。イメージフラワーはアスター。
白椋 れい（しらむく れい）
声 - 山下大輝
現役大学生であり、ジェネシスのメインキャストの中で最年少。純粋無垢な人柄である。5人の姉を持つ末っ子。イメージフラワーはマツバボタン。
朱道 岳（すどう がく）
声 - 平川大輔
演技力に秀でた個性派俳優。熱くなりやすく口は悪いが、芝居に対しては真面目でストイック。イメージフラワーはアマリリス。

### 劇団関係者
染谷 コウ（そめや コウ）
声 - 立花慎之介
第4部から登場。ブロードウェイで活躍している脚本家。
黒木の誘いでシャッフル公演のため、特別チーム「チーム・アルタイル」の作品「人魚姫」の脚本家として来日する。
シャッフル公演後も演劇界の優秀賞である「トミー賞」受賞のため、ジェネシスの脚本家としてジャック・ザ・リッパーをモチーフにした「JACK～ETERNAL DARKNESS」の脚本を執筆している

## メディアミックス

### CD

#### キャラクターソング
- 夢色キャスト Vocal Collection 〜 WELCOME TO THE SHOW!! 〜（2016年03月23日発売）
- Birthday Collection（2016年10月26日発売）
- 夢色キャスト Vocal Collection2 〜 DEPARTURE TO THE NEW WORLD 〜（2016年11月30日発売）
- Vocal Collection 3 〜 A Chance to Make Progress〜（2017年07月12日発売）
- 「聖夜のラブレター」Song Collection 〜最後のロンリークリスマス〜（2017年11月29日発売）
- ミュージカル・リズムゲーム『夢色キャスト』Vocal Collection 4（2019年3月27日発売）
- ミュージカル・リズムゲーム『夢色キャスト』GENESIS Vocal Collection（2019年3月27日発売）

#### サウンドトラック
- ミュージカル・リズムゲーム『夢色キャスト』BGM Collection Vol.1（2017年10月17日発売）

#### ドラマCD
- ミュージカル・リズムゲーム『夢色キャスト』Drama Theater 1 ～Re PHANTOM of the MASQUERADE～（2018年8月29日発売）
- ミュージカル・リズムゲーム『夢色キャスト』Drama Theater 2 〜蒼海のプレアデス〜（2020年12月23日発売）

### 小説
夢色キャスト The AUDITION
著者：水野隆志 / 原作・イラスト：SEGA/夢色カンパニー / カバーイラスト原画：FiFS
メインストーリー第1部をノベライズに加え、まどかに出会う前のキャストが語られる描き下ろし短編も収録。
- 文庫（ビーズログ文庫アリス） 全1巻　2016年11月15日発売

### 漫画
夢色キャスト
漫画：さくまれん / 原案：SEGA／夢色カンパニー　
初コミカライズ作品。メインシナリオを元にしたストーリーである。雑誌『花とゆめ』に掲載され、のちウェブコミックサイト『マンガPark』にて配信中である。
- 単行本（花とゆめコミックススペシャル） 全2巻
  1. 2017年9月20日発売
  2. 2018年12月19日発売（電子書籍のみ）

### 舞台

#### ミュージカル・リズムステージ「夢色キャスト」
AiiA 2.5 Theater Tokyoにて、2018年2月7日から2月11日まで上演された。公演DVDおよびBlu-rayは2018年7月25日発売。
キャスト
- 朝日奈響也 - 西川俊介
- 藤村伊織 - 鈴木身来
- 橘蒼星 - 鶴田亮介
- 桜木陽向 - 高岡裕貴
- 新堂 カイト - 敦貴(α-X‘s)
- 雨宮仁 - 丸山龍星
- 城ヶ崎昴 - 遥城(α-X‘s)
- 彩瀬まどか - 君島光輝
- 菅原雅文 - 加藤佳男
- アンサンブル - KENSKE、守上慶人、吉田希一、平井浩基、岩井拓将、遊佐航

スタッフ
- 原作 - ミュージカル・リズムゲーム「夢色キャスト」
- 演出 - 佐藤徹也
- 脚本 - 川邊優子
- 音楽 - ランティス